# 在册古迹

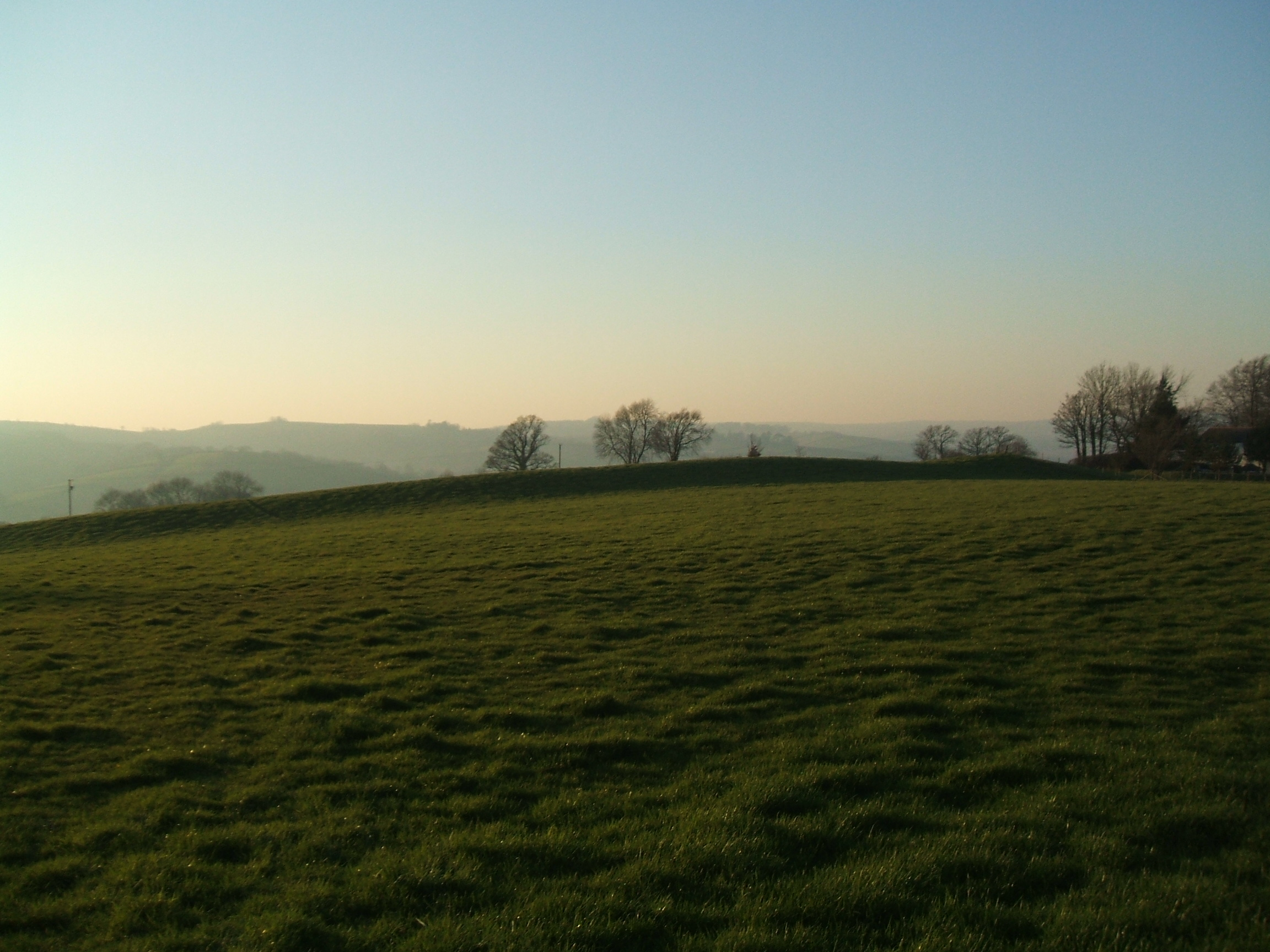
德文郡的克兰莫尔城堡是一座铁器时代的堡垒。像许多在册古迹一样，它已经成为周围环境的一部分，难以区分。

在册古迹（Scheduled monument）是英国的一种遺蹟保护标准。其依据为《1979年古迹和考古区法》 （Ancient Monuments and Archaeological Areas Act 1979）。与登录建筑不同，在册古迹仅存遗址，并与周围环境融为一体。英格兰约有20,000座在册古迹，大部分都是不起眼的考古遗址。

## 历史
英国最早的古迹保护法是《1882年古迹保护法》（Ancient Monuments Protection Act 1882），包含68个史前遗址（英格兰25个、威尔士3个、苏格兰22个、爱尔兰18个）。这要归功于威廉·莫里斯和成立于1877年古建筑保护协会。经过之前的各种尝试，1882年的保护法由第一代埃夫伯里男爵約翰·盧伯克在议会推动通过，他本人曾于1871年买下埃夫伯里以保护其石头阵。
由该法案设立的第一位调查员是奥古斯都·皮特·里弗斯。调查员当时的职责是调查古迹并说服地主将它交给国家，他们对第一工程部长（First Commissioner of Works）直接负责。一些遗址的地皮可能仍为私人所有，但遗址本身属于国家，所以地主具有监管的责任 。然而由于国家不能干涉私有财产，所以这种监管并不是强制性的。《1900年古迹保护法》（Ancient Monuments Protection Act 1900）将保护范围扩大到中世纪古迹。同时，要求加强立法的声音越来越大。在1907年的一次演讲中，国民信托主席罗伯特·亨特指出1900年法案通过后只新增了18个古迹。随后，英国又在1913年、1931年和1979年多次修改法律，以加强对在册古迹的保护。